# کاونچن-کولونگا
کاونچن-کولونگا (به لهستانی:  Kawęczyn-Kolonia) یک روستا در لهستان است که در گمینا سوووو واقع شده‌است.